# 苦悩
| ウィキペディアには「苦悩」という見出しの百科事典記事はありません（タイトルに「苦悩」を含むページの一覧/「苦悩」で始まるページの一覧）。 代わりにウィクショナリーのページ「苦悩」が役に立つかもしれません。 |